# Agyra conspersa
Agyra conspersa là một loài bướm đêm trong họ Noctuidae.